# Константінос Партеніс
Константінос Партеніс (грец. Κωνσταντίνος Παρθένης, 10 травня 1878, Александрія — 25 липня 1967, Афіни) — грецький художник, учитель Янніса Мораліса, Нікоса Хатзікіріакоса-Ґікаса і Нікоса Енгонопулоса.

## Біографія
Константінос Партеніс народився 1878 року в Александрії. Батько його був греком, а мати італійською. В період з 1895 по 1903 рік навчався живопису в Академії образотворчих мистецтв Відня у німецького художника Ернста Діффенбаха, паралельно відвідував заняття при Віденській консерваторії (нині Віденський університет музики й виконавського мистецтва). У Відні відбулася його перша виставка 1899 року в Boehms Künstlerhaus, а наступного 1900 року роботи Партеніса були виставлені в Афінах.
1903 року він переїхав до Греції, спочатку тільки щоб займатись живописом. До 1907 року він жив на острові Порос, де створив фрески в церкві святого Георгія. 1908 року він працював над створенням фресок в церкві святого Георгія в Каїрі. Від 1909 по 1914 рік жив у Парижі, де вперше познайомився із імпресіонізмом і зрештою сформував свій власний стиль. У Парижі він брав участь у виставках і здобув кілька нагород 1910 і 1911 року.
1915 року він переїхав на Керкіру, а 1917 року оселився в Афінах. Того самого 1917 року разом із Ніколаосом Літрасом, Константіносом Малеасом і Теофрастосом Тріантафіллідісом та іншими художниками заснував групу «Арт» з метою повалення консервативного академізму, який на той час все ще панував в афінському мистецькому житті.
1918 року Константінос Партеніс завершив роботу над розписом церкви святого Олександра в Палео-Фаліро. Того самого року відбулась його перша велика виставка в Заппіоні, на якій були представлені понад 240 картин художника. Його слава почала рости. 1920 року за проведену виставку в Заппіоні нагороджений Національною медаллю мистецтв, а 1937 року здобув золоту медаль Міжнародної виставки в Парижі за роботу «Геракл бореться з амазонками». 1938 року взяв участь у Венеціанському бієнале, де італійський уряд придбав картину художника «Благовіщення».
Виступаючи за модернізацію грецького життя в цілому, група «Арт» була близькою із Ліберальною партією. Відтак 1930 року за ініціативи Елефтеріоса Венізелоса Константінос Партеніс став професором Афінської школи витончених мистецтв. Серед його учнів були Янніс Мораліс, Нікос Хатзікіріакос-Ґікас, Діамантіс Діамантопулос, Реа Леонтаріту, Нікос Енгонопулос та інші. Однак 1947 року він все-таки подав у відставку, не в змозі терпіти консерватизм Академії.
На початку греко-італійської війни 1940 року Константінос Партеніс разом з іншими представниками грецької інтелігенції підтримав заклик стати на боротьбу із фашизмом. Проте незабаром був паралізований, залишався скутий паралічем до самої смерті в 1967 року. Найбільша кількість робіт художника представлена в Національній художній галереї Греції.